# Pessimismo letterario nel Novecento
Per pessimismo letterario nel Novecento si intende quello stato d'animo e quella concezione della vita espressa nelle opere in prosa e in poesia da tutti quegli scrittori di quel secolo che, pur senza un sistematico impianto filosofico, dichiarano la loro sfiducia nella compatibilità fra esistenza e felicità, che sentono l'ostilità della natura nei confronti dell'uomo, che avvertono la casualità degli eventi naturali, l'inevitabilità del dolore e l'intrinseca negatività della vita.
La corrente era una risposta di contrapposizione al positivismo letterario.

## Caratteristiche
In questi autori è possibile notare una visione della vita che non contempla al suo interno la felicità: l'unica possibile è l'attesa della sua realizzazione o il nulla. Le cause di questa situazioni sono principalmente il cambiamento radicale della società, rispetto a quella dell'Ottocento, e le guerre mondiali.
Tra gli autori italiani ci sono Giuseppe Ungaretti, che non si identificava nella società dell'epoca a tal punto da disprezzarla, disprezzando inoltre le guerre mondiali che aveva direttamente vissuto, così come anche Eugenio Montale, a causa della seconda guerra mondiale e della persecuzione degli ebrei. Altri autori, come Salvatore Quasimodo o Giacomo Leopardi, hanno invece vissuto un pessimismo più personale, nonché un pessimismo definito "cosmico". Autore invece diverso è stato Giovanni Pascoli che, seppur si sia avvicinato molto al pessimismo dell'epoca, è stato spesso più accostato alla corrente del decadentismo.